# Стенли Финч
Стенли Уелингтън Финч (на английски: Stanley Wellington Finch) е първият директор на Бюрото за разследване, по-късно преименувано на ФБР.

## Биография
Роден е 20 юли 1872 година в Монтичело, щата Ню Йорк. Получава своето образование в днешните университети „Бейкър“ и „Джордж Вашингтон“. Посещава бизнес колежи в Олбани и Вашингтон.
През 1893 година започва работа в американското Министерство на правосъдието, където се издига до позицията на главен инспектор. Защитник на идеята за създаване на специализиран отряд за разследване към министерството. От 1908 до 1912 година е ръководител на новосъздаденото Бюро за разследване. От 1913 до 1930-те сменя различни позиции в министерството на правосъдието или работи в частния сектор.
Умира през 1951 година.